# Liste der Kulturdenkmale im Stadtbezirk Timmerlah-Geitelde-Stiddien
Die Liste der Kulturdenkmale im Stadtbezirk Timmerlah-Geitelde-Stiddien umfasst die Kulturdenkmale im Braunschweiger Stadtbezirk Timmerlah-Geitelde-Stiddien, basierend auf dem Braunschweiger Leit- und Informationssystem BLIK, Veröffentlichungen der Denkmalschutzbehörde Braunschweig, der Denkmaltopographie Bundesrepublik Deutschland und dem Denkmalatlas Niedersachsen.

## Kulturdenkmale
| Bild                        | Bezeichnung                 | Lage                                               | Beschreibung | Bauzeit | Eingetragen seit | Denkmal- nummer     |
| --------------------------- | --------------------------- | -------------------------------------------------- | --- | ------- | ---------------- | ------------------- |
| Alte Dorfschmiede           | Alte Dorfschmiede           | Timmerlah Timmerlahstraße 110 Karte                | Ehemalige Schmiede aus Fachwerk, die im 19. Jahrhundert zu einer Gaststätte umgebaut wurde.                                                                               |         |                  |                     |
| BW                          | Alter Ortskern              | Geitelde An der Wasche Karte                       | Der alte Ortskern von Geitelde mit alten Höfen. Teil des Ensembles Geitelde.                                                                                              |         |                  |                     |
| BW                          | Alter Ortskern              | Timmerlah Schwarze Straße Karte                    | Der alte Ortskern von Timmerlah mit mitteldeutschen Dreiseithöfen. Teil des Ensembles Timmerlah.                                                                          |         |                  |                     |
| Ehemalige Schule, Pfarrhaus | Ehemalige Schule, Pfarrhaus | Stiddien Stiddienstraße 11 Karte                   | Ehemalige Schule, erbaut 1849. | 1849    |                  | 36007784 (36001052) |
| BW                          | Erhaltene Bauernhäuser      | Stiddien Obere Dorfstraße, Untere Dorfstraße Karte | Mehrere alte Bauernhäuser an der Oberen Dorfstraße und der Unteren Dorfstraße.                                                                                            |         |                  |                     |
| BW                          | Hofanlage An der Wasche 1   | Geitelde An der Wasche 1 Karte                     | |         |                  | 35998704            |
| BW                          | Hofanlage An der Wasche 9   | Geitelde An der Wasche 9 Karte                     | |         |                  | 36001069            |
| BW                          | Hofanlage Pothof 6          | Geitelde Pothof 6 Karte                            | |         |                  | 35998771            |
| BW                          | Hofanlage Steinbergstraße 6 | Geitelde Steinbergstraße 6 Karte                   | |         |                  | 35998787            |
| Kirche Geitelde             | Kirche Geitelde             | Geitelde Geiteldestraße 38 Karte                   | Klassizistisches Bauwerk aus dem Jahr 1807. | 1807    |                  | 36856138            |
| Kirche Stiddien             | Kirche Stiddien             | Stiddien Stiddienstraße 11 Karte                   | Ersterwähnung 1220. Erweiterung vor der Reformation. 1715 Einfügung von Korbbogenfenstern und einer barocken Kanzelaltarwand.                                             |         |                  | 36007760 (36001052) |
| Kirchhof Stiddien           | Kirchhof Stiddien           | Stiddien Stiddienstraße 11 Karte                   | |         |                  | 36856880 (36001052) |
| Kirche Timmerlah            | Kirche Timmerlah            | Timmerlah Kirchstraße 11 Karte                     | Einschiffiger neoromanischer Ziegelbau aus dem Jahr 1871. Der Westturm enthält teilweise Substanz aus dem 14. Jahrhundert. 1799 erhielt der Kirchturm seine Zwiebelhaube. | 1871    |                  | 36867178            |
| BW                          | Scheune                     | Geitelde Geiteldestraße 36 Karte                   | |         |                  | 36856113            |
| BW                          | Wölbackerbeet               | Geitelde Karte                                     | Wölbacker im Geitelder Holz |         |                  | 28959300            |
| BW                          | Wohnhaus Obere Dorfstraße 5 | Stiddien Obere Dorfstraße 5 Karte                  | Altes Bauernhaus |         |                  | 36856368            |
| BW                          | Wohnhaus Raiffeisenstraße 1 | Geitelde Raiffeisenstraße 1 Karte                  | |         |                  | 36866734            |
| BW                          | Wohnhaus Steinbergstraße 2  | Geitelde Steinbergstraße 2 Karte                   | |         |                  | 36866708            |

Folgende Objekte könnten trotz Erwähnung im BLIK kein Kulturdenkmal sein:
| Bild | Bezeichnung    | Lage                     | Beschreibung                                                                                     | Bauzeit | Eingetragen seit | Denkmal- nummer |
| ---- | -------------- | ------------------------ | ------------------------------------------------------------------------------------------------ | ------- | ---------------- | --------------- |
| BW   | Geitelder Berg | Geitelde Am Sender Karte | Die höchste Erhebung Braunschweigs mit einer Höhe von 110,9 Metern. Teil des Ensembles Geitelde. |         |                  |                 |